# Jnoud al-Rab
 (janvier 2024).
Les Jnoud al-Rab (Soldats du Seigneur) est un groupe activiste libanais chrétien anti-LGBT qui s'est fait connaitre pour son opposition aux LGBT et ses actions contre les associations et les bars homosexuels et lesbiens.
Les membres du groupes ont été à plusieurs reprises comparés aux Chabiha syriens, au Hezbollah ou au Groupe Wagner du fait des représentations de ses membres (des hommes très musclés prêts à en découdre) et de leur fondamentalisme religieux. Toutefois, les Jnoud al-Rab n'ont aucun lien avec les groupes cités plus haut.

## Idéologie
Les Jnoud al-Rab forment un groupe militant chrétien. Ils ont été qualifiés d'extrémistes chrétiens. Ils prétendent ne pas être affiliés à un quelconque parti politique du Liban. Ils sont toutefois fortement anti-LGBT et anticommunistes et sont parfois qualifiés d'extrémistes chrétiens.
Le fondateur du groupe Joseph Mansour a déclaré :  « Nous, en tant que soldats du Seigneur, avons vu ce qui est arrivé à l'Occident lorsqu'il a interdit l'autorité du sacerdoce. Ils ont commencé l'adultère, le mariage civil et l'avortement. Le baptême a été arrêté et le lien entre les membres de l'Église et le sacerdoce a été perdu. C'est notre première guerre spirituelle aujourd'hui, alors ils nous persécutent. »
En Janvier 2024, alors que l'Aéroport Rafic Hariri a vu ses écrans piratés au nom de deux groupes chrétiens et des messages visant le Hezbollah et Hassan Nasrallah dont un des logos en apparaissant est celui des Jnoud al-Rab, les Jnoud al-Rab ont niés leur implication dans le piratage et ont qualifiés cet acte de « satanique » visant à diviser les libanais en temps de crise.